# پکوود (واشینگتن)
پکوود (به انگلیسی: Packwood) یک منطقهٔ مسکونی در ایالات متحده آمریکا است که در شهرستان لوئیس، واشینگتن واقع شده‌است. پکوود ۱٬۳۳۰ نفر جمعیت دارد و ۳۲۱ متر بالاتر از سطح دریا واقع شده‌است.